# Platanguldmal
Platanguldmal (Phyllonorycter platani) är en fjärilsart som först beskrevs av Otto Staudinger 1870.  Platanguldmal ingår i släktet guldmalar, och familjen styltmalar.
Artens utbredningsområde är:
- Österrike.
- Liechtenstein.
- Belgien.
- Bulgarien.
- Cypern.
- Tjeckien.
- Slovakien.
- Danmark.
- Frankrike.
- Tyskland.
- Grekland.
- Ungern.
- Iran.
- Italien.
- Kazakstan.
- Nederländerna.
- Israel.
- Polen.
- Portugal.
- Rumänien.
- Spanien.
- Sverige.
- Schweiz.
- Turkmenistan.
- Turkiet.
- Ukraina.
- Uzbekistan.
- Kroatien.
- Serbien.

Arten är reproducerande i Sverige. Inga underarter finns listade i Catalogue of Life.

## Bildgalleri

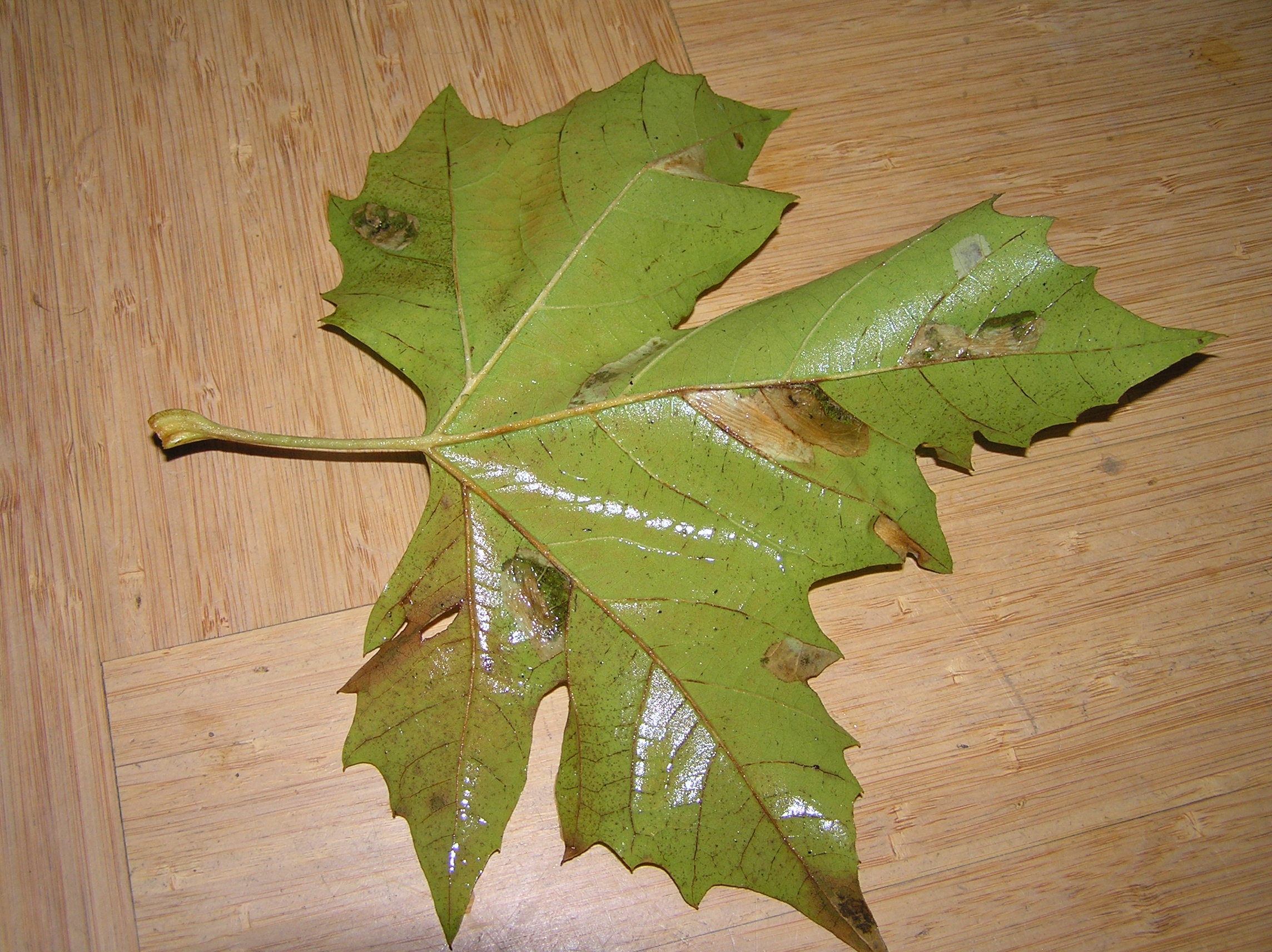
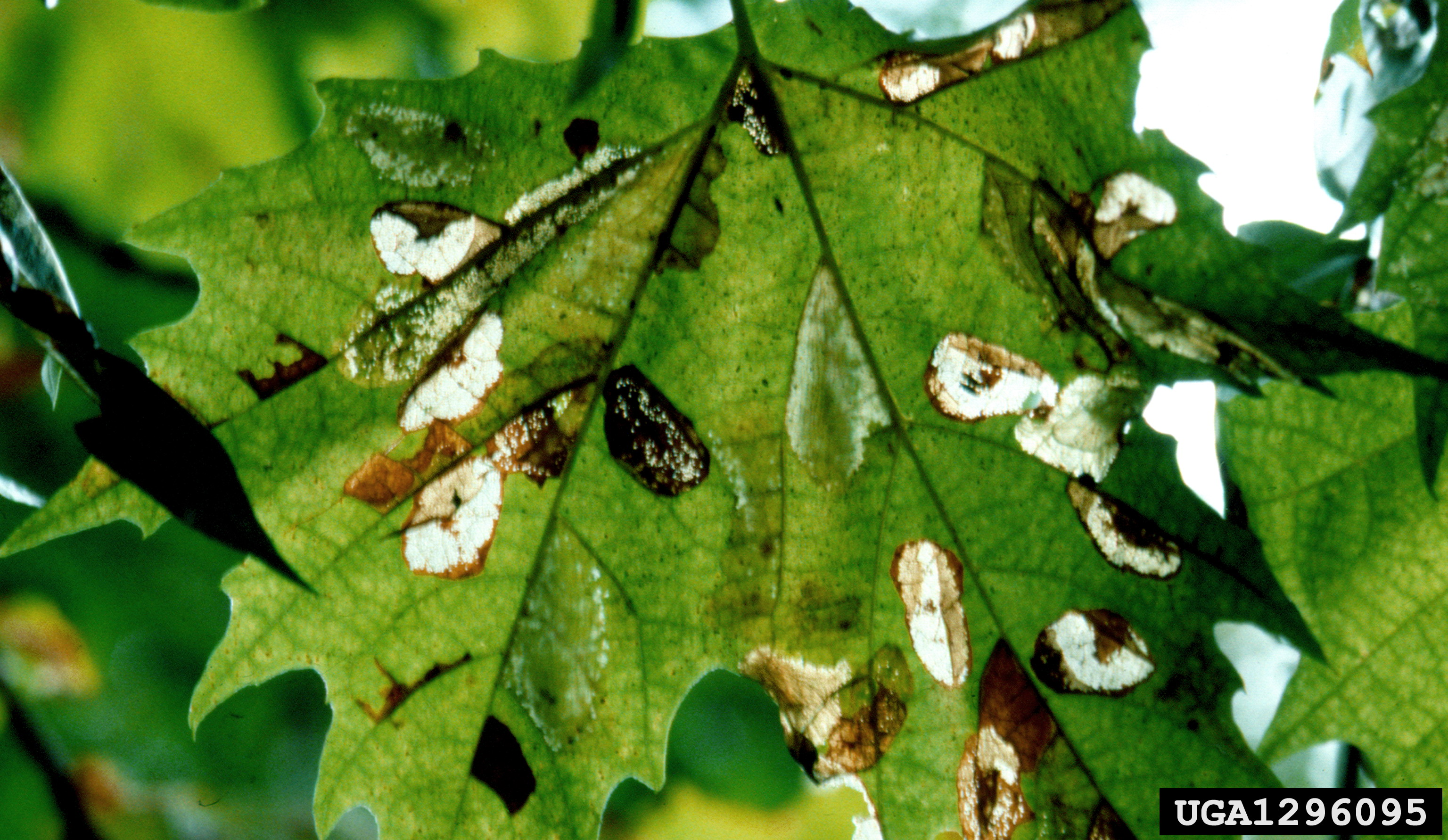
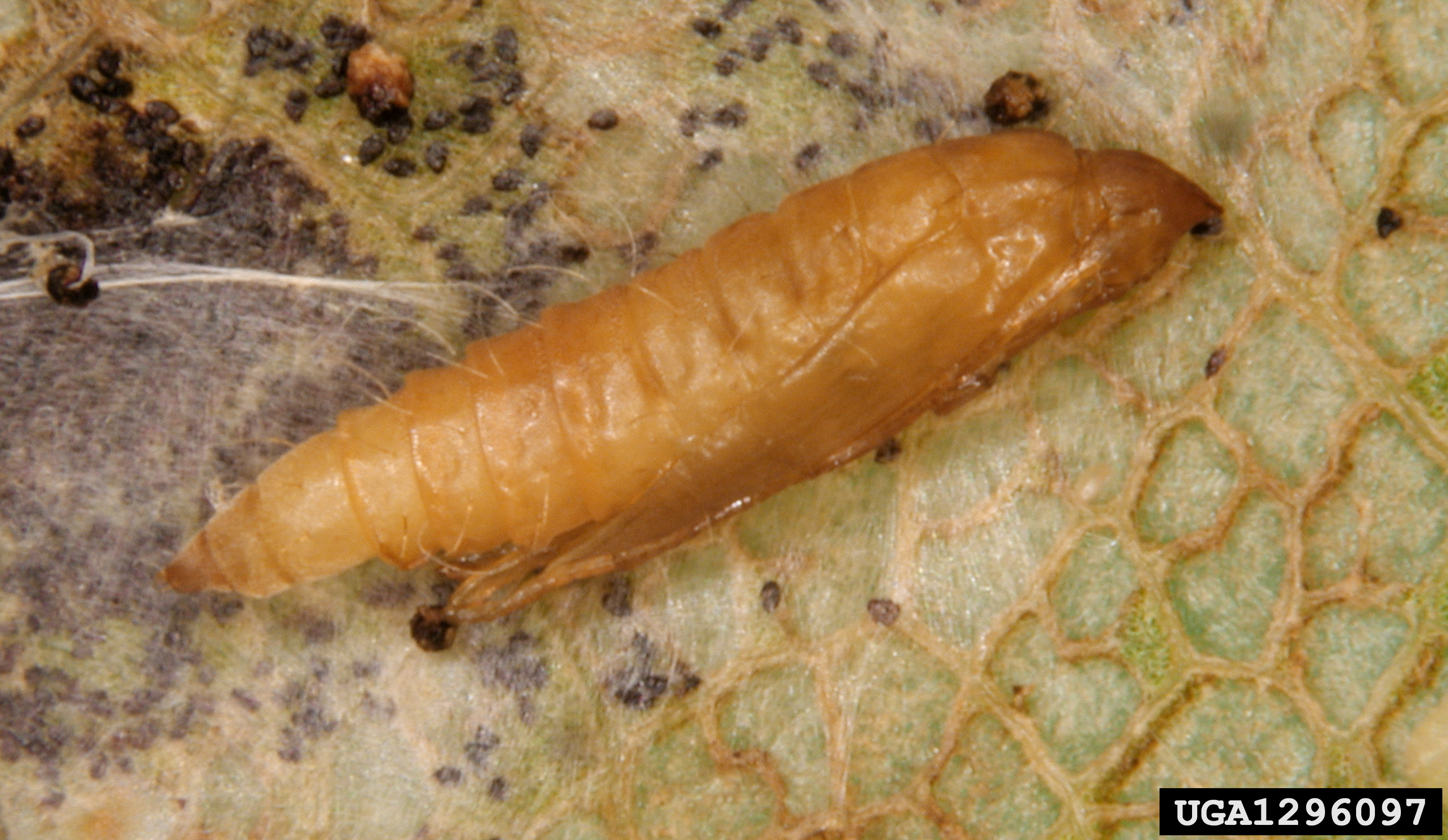